# Virginia McKenna
Virginia Anne McKenna, OBE, (Londres, 7 de junho de 1931) é uma atriz, autora e ativista inglesa. Ela é mais conhecida pelos filmes Mulheres Fugitivas (1956), Amanhã Sorrirei Outra Vez (1958), A História de Elsa (1966) e A Lontra Travessa (1969), bem como por seu trabalho com a The Born Free Foundation.

## Filmografia
| Ano       | Título                           | Papel                                 | Nota(s)                                                  |
| --------- | -------------------------------- | ------------------------------------- | -------------------------------------------------------- |
| 1952      | Father's Doing Fine              | Catherine                             |                                                          |
| 1952      | The Second Mrs. Tanqueray        | Ellean Tanqueray                      |                                                          |
| 1953      | The Cruel Sea                    | Julie Hallam                          |                                                          |
| 1953      | The Oracle                       | Shelagh                               |                                                          |
| 1955      | Simba                            | Mary Crawford                         |                                                          |
| 1955      | The Ship That Died of Shame      | Helen Randall                         |                                                          |
| 1956      | A Town Like Alice                | Jean Paget                            | Prêmio BAFTA de Melhor Atriz Britânica                   |
| 1957      | The Barretts of Wimpole Street   | Henrietta Barrett                     |                                                          |
| 1957      | The Smallest Show on Earth       | Jean Spenser                          |                                                          |
| 1958      | Carve Her Name with Pride        | Violette Szabo                        | Nomeada–Prêmio BAFTA de Melhor Atriz Britânica           |
| 1958      | Passionate Summer                | Judy Waring                           | também conhecido como Storm Over Jamaica                 |
| 1959      | The Wreck of the Mary Deare      | Janet Taggart                         |                                                          |
| 1961      | Two Living, One Dead             | Helen Berger                          |                                                          |
| 1965      | A Passage to India               | Adela Quested                         | (TV)                                                     |
| 1966      | Born Free                        | Joy Adamson                           | Nomeada–Globo de Ouro de melhor atriz em filme dramático |
| 1969      | Ring of Bright Water             | Mary MacKenzie                        |                                                          |
| 1969      | An Elephant Called Slowly        | Ginny                                 |                                                          |
| 1970      | Waterloo                         | Charlotte Lennox, duquesa de Richmond |                                                          |
| 1972-1973 | The Edwardians                   | Daisy Greville, condessa de Warwick   | Minissérie da BBC                                        |
| 1974      | Swallows and Amazons             | Mãe                                   |                                                          |
| 1974      | The Gathering Storm              | Clemmie Churchill                     | (TV)                                                     |
| 1975      | Cheap in August: Shades of Green | Mary Watson                           | (TV)                                                     |
| 1975      | Beauty and the Beast             | Lucy                                  | (TV)                                                     |
| 1977      | Holocaust 2000                   | Eva Caine                             |                                                          |
| 1977      | The Disappearance                | Catherine                             |                                                          |
| 1979      | Julius Caesar                    | Portia                                | Adaptação da BBC                                         |
| 1982      | Blood Link                       | Mulher no salão de baile              |                                                          |
| 1992      | The Camomile Lawn                | Polly mais velha                      | (TV)                                                     |
| 1994      | Staggered                        | Flora                                 |                                                          |
| 1996      | September                        | Violet                                | (TV)                                                     |
| 1998      | Sliding Doors                    | Mãe de James                          |                                                          |
| 2005      | A Murder is Announced            | Belle Goedler                         |                                                          |
| 2010      | Love/Loss                        | Mary                                  |                                                          |
| 2012      | Leona Calderon                   | Elderly British Lady                  | [ 3 ]                                                    |
| 2016      | Golden Years                     | Martha Goode                          |                                                          |
| 2016      | Ethel & Ernest                   | Lady Foxworthy                        | (voz)                                                    |
| 2019      | Widow's Walk                     | Myrtle                                |                                                          |

## Homenagens
McKenna foi nomeada Oficial da Ordem do Império Britânico (OBE) em 2004 por serviços prestados à preservação da vida selvagem e às artes cênicas. Sua autobiografia, The Life in My Years, foi publicada pela Oberon Books em março de 2009.